# Суперкубок Кіпру з футболу 1997
Суперкубок Кіпру з футболу 1997 — 29-й розіграш турніру. Матч відбувся 12 вересня 1997 року між чемпіоном Кіпру клубом Анортосіс та володарем кубка Кіпру клубом АПОЕЛ.
| Володар Суперкубка Кіпру 1997 |
| ----------------------------- |
|                               |
| АПОЕЛ Сьомий титул            |

## Матч

### Деталі
| 12 вересня 1997 |

| АПОЕЛ | 2:1 | Анортосіс |
| ----- | --- | --------- |
|       |     |           |

| Стадіон «Макаріо», Нікосія |